# 북부발톱꼬리왈라비
북부발톱꼬리왈라비(Onychogalea unguifera)은 캥거루과에 속하는 유대류의 일종이다. 퀸즐랜드 주와 웨스턴오스트레일리아 주, 노던 준주에서 발견된다. 고삐발톱꼬리왈라비와 달리, 북부발톱꼬리왈라비는 멸종위기종이 아니다. 발톱꼬리왈라비속의 다른 종, 초승달발톱꼬리왈라비(O. lunata)는 멸종했다. 북부발톱꼬리왈라비는 발톱꼬리왈라비속의 다른 종들에 비해 월등히 가장 크다. 홀로 생활을 하며, 야행성 동물로 다양한 식물 잎을 먹는다. 모래빛 색을 띠며, 이 때문에 "모래빛발톱꼬리왈라비"로도 불린다.

## 아종
2종의 아종이 알려져 있으나 유효종 인지는 논쟁중이다.
- O. u. unguifera - 분포 지역 북서부
- O. u. annulicauda - 분포 지역 북동부[4]